# District Council of Mount Remarkable
District Council of Mount Remarkable is een Local Government Area (LGA) in de Australische deelstaat Zuid-Australië.